# زليخة أبو ريشة
زليخة عبد الرحمن أبو ريشة (مواليد 1942 في عكا) هي أديبة وكاتبة وناقدة أردنية، حصلت على بكالوريوس في اللغة العربية وآدابها من الجامعة الأردنية عام 1966، وعلى الماجستير من الجامعة نفسها بعنوان «أدب الأطفال في الأدب العربي الحديث» سنة 1989.

## عملها
عملت في التعليم العالي 1967-1976، وفي الإدارة التربوية 1977-1981، ثم في مجال التحرير الصحفي 1981-1989، وهي عضو في رابطة الكتاب الأردنيين وعضو في اتحاد الكتاب العرب، وفي المجلس العالمي لكتب الصغار في جنيف، وفي الرابطة الوطنية لتربية وتعليم الأطفال. عضو في عدد من المنظمات النسائية والأردنية والعربية، رئيسة لمركز دراسات المرأة/عمان، رئيسة ومؤسسة للورّاقات للدراسات والبحوث، رئيسة تحرير مجلة «المعلم / الطالب»، رئيسة تحرير مجلة الفنون وزارة الثقافة الأردنية. كاتبة عمود في جريدة الرأي الأردنية وعدد آخر من الصحف الأردنية والعربية.

## مناصب
- عضو محكّمة لعدد من الجوائز الأدبية العربية للأطفالكتبت دراسة "نحو نظرية في أدب الأطفال" تحت الطبع".
- عضو رابطة الكتّاب الأردنيين، لها مجموعة قصصية بعنوان «في الزنزانة» (القاهرة 1987) حازت على جائزة الجامعة الأردنية.
- حاصلة على شهادة الدكتوراة في النقد النسوي من جامعة إكستر في بريطانيا.

## شهاداتها العلمية
- دكتوراة في النقد النسوي من جامعة إكستر بريطانيا.
- شهادة الماجستير في اللغة العربية وأدابها من الجامعة الأردنية.

## أعمالها

### دواوينها الشعرية
- تراشق الخفاء.
- غجر الماء.
- تراتيل الكاهنة ووصايا الريش.
- البلبال: أبواب في المجد والكرى.

### مؤلفاتها
- في الزنزانة (مجموعة قصصية) الهيئة المصرية العامة للكتاب، القاهرة، 1987.4
- تراشق الخفاء. (شعر) دار الفارس، عمان، 1998.
- اللغة الغائبة، نحو لغة غير جنسوية، مركز دراسات المرأة، عمان، 1996.
- غجر الماء.(نصوص) الهئة المصرية العامة للكتاب، القاهرة، 1999.
- تراتيل الكاهنة ووصايا الريش، دمشق، سوريا: وزارة الثقافة، 2000.
- البلبال: أبواب في المجد والكرى.
- نحو نظرية في أدب الأطفال، امانة عمان الكبرى، عمان،

### أعمال للأطفال
- الماستان (قصة للأطفال) دار الحمائم، عمان، 1986.
- أحمد. آسف يا ماما (قصة للأطفال) عمان: معهد التربية بوكالة الغوث، 1990.
- لمن الصوت العذب (قصة للأطفال) عمان" معهد التربية بوكالة الغوث، 1990.
- قرن الفلفل.
- يا باح يا باح.